# Juliaan Taelman
Juliaan Taelman (Oeselgem, 18 augustus 1922 - Brugge, 14 april 2019) was een Belgisch numismaat.

## Levensloop
Taelman was beroepshalve adjudant-chef bij de rijkswacht. Hij was gehuwd met Maria Verstuyft (1923-2013), met wie hij een zoon en een dochter had.
Zijn voornaamste bekendheid verwierf hij als levenslange collectioneur van munten en medailles. Hij verzamelde hierover een uitgebreide documentatie en verwierf grote kennis, waardoor hij een internationaal bekend numismaat werd. Zijn meest gedetailleerde kennis betrof de munten van Brugge en het Brugse Vrije.
Hij was gedurende meer dan dertig jaar voorzitter van de Brugse Vereniging voor numismatiek. Hij was corresponderend lid van het Koninklijk Belgisch Genootschap voor Numismatiek. Hij was ook vele jaren numismatisch adviseur bij de Brugse Musea.

## Numismatisch adviseur Brugse Musea
Voor deze musea stelde Taelman in 1960-1963 de catalogus op van de aanzienlijke muntencollectie (op zijn minst 3.000 stuks) in Brugs bezit, in hoofdzaak bestaande uit de schenking van de numismaat Albert Visart de Bocarmé, nadien aangevuld door regelmatige aankopen vanwege de stad Brugge.
Iedere munt, penning en medaille werd gereinigd en op zijn juiste plaats gesitueerd. Van elk stuk maakte Taelman een identiteitsfiche, om ze achteraf naar tijdperk en munthuis samen te brengen tot een overzichtelijk geheel. Op vrijdag 12 juli 1963 werd het muntenkabinet van het Gruuthusemuseum ingehuldigd en erkend als een van de belangrijkste in België.
Hij bleef verder voor de aanvulling van de collectie actief en reisde Europa rond om vooral stukken uit het munthuis van Brugge te verwerven. In 1969 slaagde hij er in om in Middelburg het grootste gedeelte te verwerven van de geveilde zogenaamde Zilverschat van Raamsdonk.

## Publicaties
- Munten, in: Catalogus Aanwinsten Brugse Musea, Brugge, 1965.
- Munten, in Catalogus Schatten voor Brugge, Brugge, 1972.
- (samen met R. VLAMINCKX & L. VERMEULEN) De muntslag, medailles en gedenkpenningen van keizerin Maria-Theresia (1740-1780), Brugge - Antwerpen, 1977.
- Het noodgeld van Brugge (1914-1918), Tienen, 1978.
- Gedenkpenning De Coupure te Brugge in 1753, in: Tijdschrift voor Numismatiek, 1980.
- Munten en penningen in Bourgondisch Vlaanderen. Van Filips de Stoute tot Maria van Bourgondië 1384-1482, Gruuthusemuseum, Brugge, 1982.
- Brugse legpenningen. Legpenningen van de Magistraat Brugge, het Brugse Vrije, de Kamer van de Makelaars, de Proosdij Sint-Donaas en diverse belangrijke penningen geslagen voor het Graafschap Vlaanderen, Brugge, 1992.